# 1 Zoll C

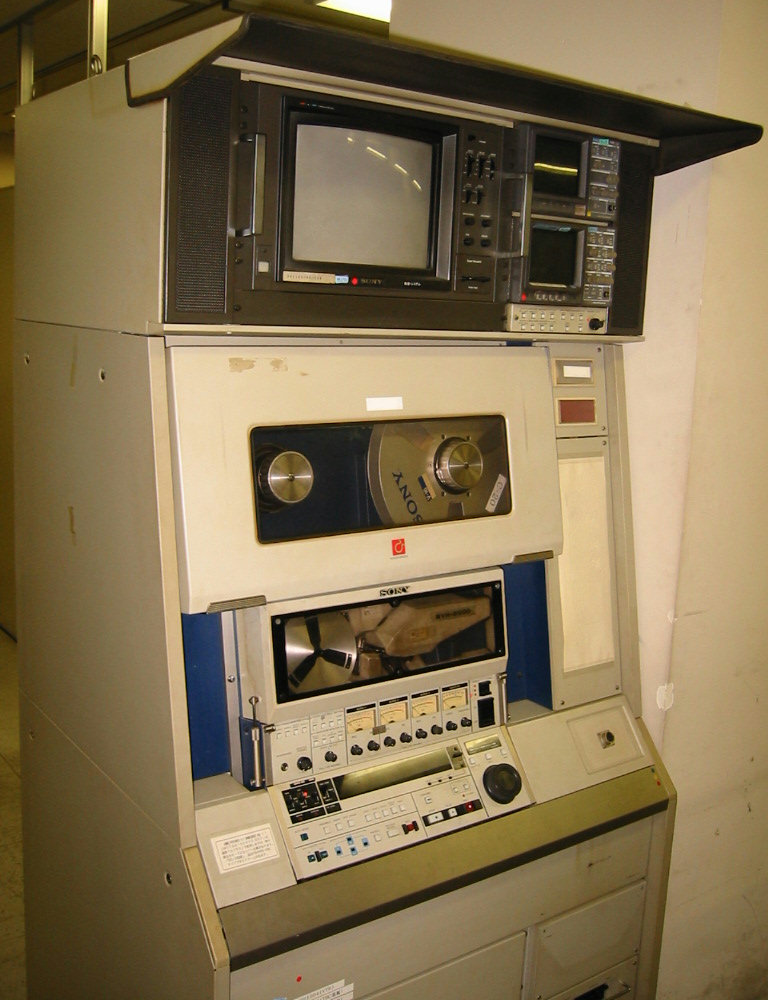
Aufnahmegerät

1 Zoll C (auch 1″C) war ein Videobandformat, das 1976 von Ampex und Sony entwickelt und 1978 eingeführt wurde.
Es nutzte ein 1 Zoll breites Magnetband und ersetzte im Bereich der professionellen Video- und TV-Industrie das damals etablierte Quadruplex-Format (umgangssprachlich meist „2 Zoll Quad“ genannt, in der Literatur „2 Zoll Quadruplex“), da es nicht nur kleiner und leichter war, sondern auch eine etwas bessere Videoqualität hatte und weniger Wartung, Energie und Platz benötigte. Erfahrungen aus anderen Bandformaten wie den 1-Zoll-A- und 1-Zoll-B-Systemen, sowie dem noch relativ jungen U-matic gingen ohne Zweifel mit ein.
1-Zoll-C-Maschinen werden seit Beginn der 1990er Jahre nicht mehr gebaut.

## Die Aufzeichnung
Aufgezeichnet wird ein FBAS-Signal, welches im „Direct-FM“-Verfahren aufgezeichnet wird. Es können vier longitudinale Audiokanäle aufgezeichnet werden, doch die Maschine erlaubt in der Regel nur die Aufnahme von drei Spuren, da die vierte Spur als Sync-Spur verwendet wird. Die dritte Spur kann zur Aufzeichnung des longitudinal Timecode (LTC) nach EBU/SMPTE verwendet werden. Ebenso ist in der Bildspur der Vertical Interval TimeCode (VITC) aufzeichenbar.

## Mobilgeräte
Für die Elektronische Berichterstattung waren hier erstmals tragbare Recorder im Kofferformat verfügbar. Dabei wurden die tellergroßen Spulen axial hintereinander angeordnet und das Band schräg um die – hier achsenparallel angeordnete – Kopftrommel gewickelt.

## Technische Spezifikationen
Die Videobandbreite (genauer: Auflösung) reicht von 25 Hz bis 5,5 MHz, eine Spezifikation, die erst 1986 vom BetacamSP-System wieder erreicht wurde. Die Geschwindigkeit des Bandes betrug knapp 24 cm/s, was einer Relativgeschwindigkeit von 21,4 m/s entspricht. Es gab zwei Spulengrößen: 20 Minuten die kleine Spule, 60 bzw. später 90 Minuten die große.
Diese Maschinen, die BVH-Serie von Sony, finden sich ausschließlich in Konsolenschränken wieder, denn selbst zur Darstellung des Bildes auf einem Monitor ist zwingend ein Time Base Corrector erforderlich, da sich durch das Laufwerk sehr viele Ungenauigkeiten im reinen Signal ergeben. Neben der MAZ sind in einer solchen Konsole ein Waveformer, ein Vektorskop (beide im Bild oben rechts neben dem Monitor zu sehen), ein Monitor und der TBC sowie meist ein Abhörlautsprecher eingebaut.
Der TBC ist unter der Maschine in der Konsole eingebaut. Die sichtbaren Messinstrumente zeigen den Audiopegel (die drei linken) und den Videopegel an (rechts).
Das Band wird in Form eines Omegas um die Kopftrommel geschlungen, aus der Lage dieser in der Maschine ergibt sich das entsprechende Symbol des Formats (siehe auch Bild unten).

## Spezialfälle
- Bei einer Variante (bei der letzten Gerätegeneration der BVH-3000-Serie) wurde das Band per Druckluft eingefädelt, um Beschädigungen des Bandes und der Köpfe vorzubeugen.
- Für Sportübertragungen wurde Supermotion entwickelt – eine Möglichkeit, im NTSC-Bereich 525 Zeilen / 29,97 Halbbilder nun bei gleicher Zeilenzahl 180 Halbbilder aufzuzeichnen.
- „delta t“-Recording war eine Möglichkeit, Aufnahmen herzustellen, die von der normalen Bandgeschwindigkeit abwichen. Es war möglich, Einzelbilder aufzuzeichnen, schrittweise Aufnahme von Einzelbildern in festem Raster sowie „slow motion record“, dieses wurde durch eine spezielle Art der sogenannten DT-Köpfe (dynamic tracking, zu deutsch: Spurnachführung) bewirkt.

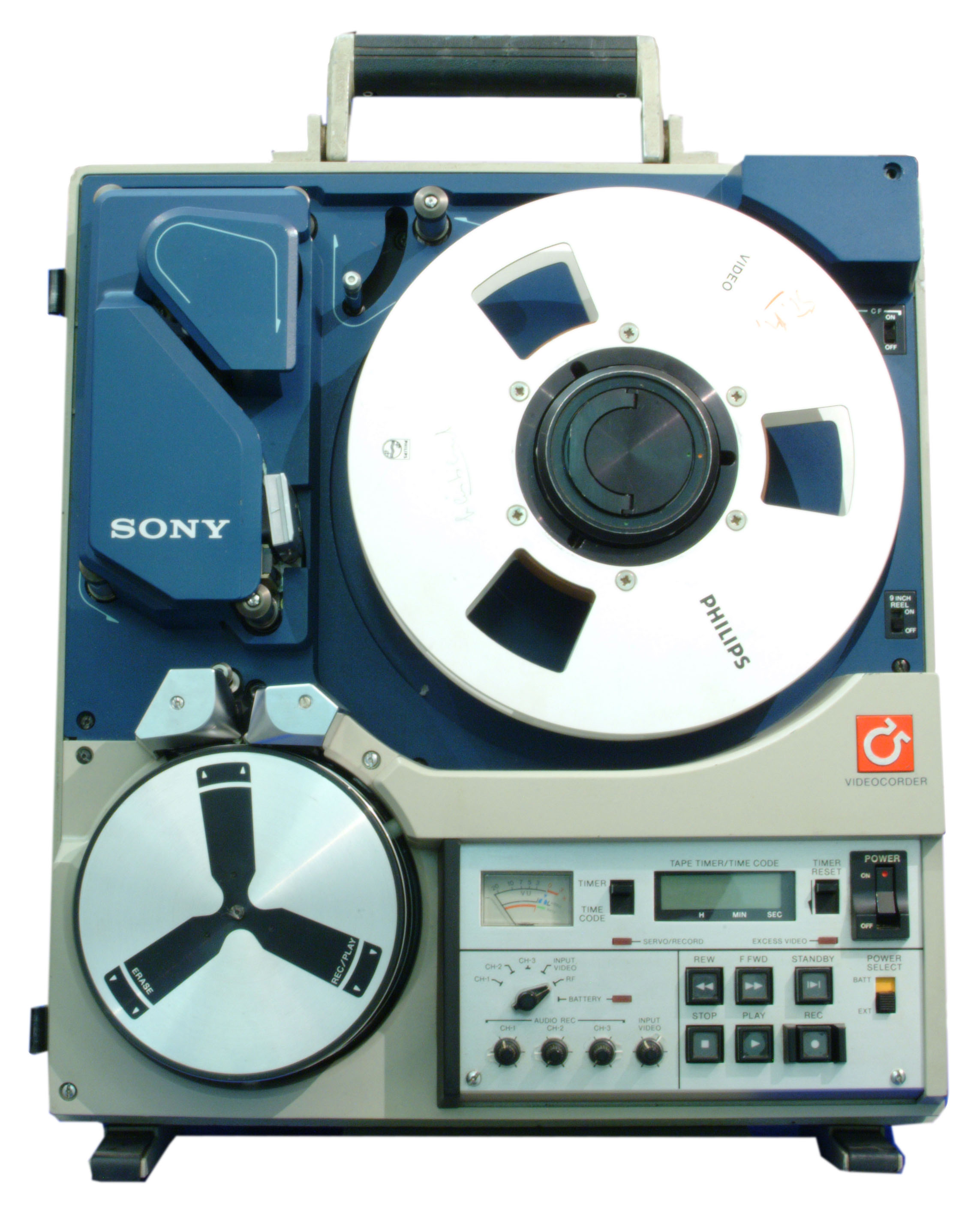
Tragbare 1-Zoll-C-Maschine der Firma SONY